# Alexander Koschel
Alexander Koschel (* 1969) ist ein deutscher Organist, Musikwissenschaftler und Produzent.

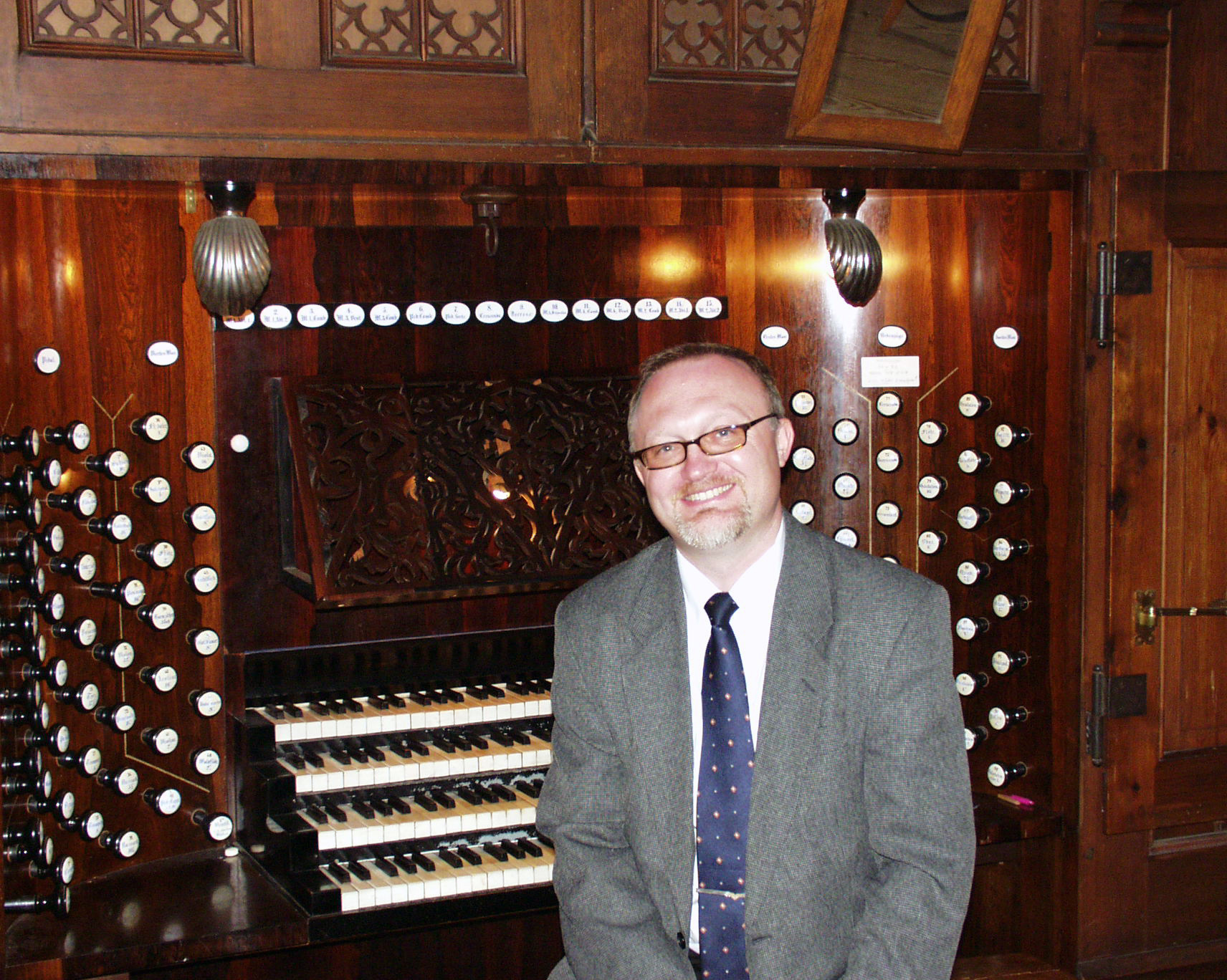
Alexander Koschel an der Ladegast-Orgel im Dom zu Schwerin

## Leben
Alexander Koschel belegte Musikstudien in Deutschland, Russland und Österreich. Außerdem nahm er an zahlreichen Meisterkursen teil. 2005 wurde er an der Kunstuniversität Graz promoviert (Dr. phil.). Alexander Koschel ist Gründer des Ladegast-Kollegiums e. V., welcher sich für die Erhaltung des Erbes von Friedrich Ladegast einsetzt; bis 2005 war zudem Vereins-Präsident. Koschel ist Autor einer umfangreichen Publikation über die Orgelbauerfamilie Ladegast. Darüber hinaus ist er Autor einer Reihe wissenschaftlicher Aufsätze für die Fachpresse sowie Herausgeber von Orgelnoten.
Alexander Koschel lebt in Deutschland und in der Schweiz. Sein Interesse als Interpret und Musikwissenschaftler gilt vor allem der mitteldeutschen Orgelmusik. Er ist Interpret insbesondere der alten und frühromantischen Orgelmusik. Es liegen mehrere CD- und DVD-Einspielungen sowie Rundfunk- und Fernsehaufnahmen von ihm vor.
Das von ihm 1997 gegründete Label Fagott-Orgelverlag hat den Schwerpunkt Aufnahme, Produktion und Herstellung sowie Vertrieb von Orgelaufnahmen.

## Einspielungen
- CD Samuel Scheidt – Das Orgelwerk, Vol. 4 / Die Matthäus-Abbrederis-Orgel (1690) der St. Franziskuskirche in Mon, Schweiz (FAGOTT 2010)
- CD J. S. Bach und mitteldeutsche Orgelmusik des 16.–18. Jh., Vol. 1 / Die Orgel der Schlosskirche in Weißenfels (FAGOTT 2006)
- CD J. S. Bach und mitteldeutsche Orgelmusik des 16.–18. Jh., Vol. 2 / Die Felsberg-Orgel der Pfarrkirche San Carlo in Lenzerheide/Lai, Schweiz (FAGOTT 2009)
- CD G. Silbermann-Orgel der Petrikirche in Freiberg (1735) / Lob der Orgel – Musik aus 6 Jahrhunderten. (FAGOTT 2010)
- CD Die Ladegast-Orgeln / Jubiläumsausgabe zum 100. Todestag von Fr. Ladegast, Vol. 1 / Die Orgel in Weißenfels (1864) / (FAGOTT 2004)
- CD Die Ladegast-Orgeln / Jubiläumsausgabe zum 100. Todestag von Fr. Ladegast, Vol. 6 / Die Orgeln in Grabow (1866), Polditz (1868), Hermsdorf (1884) und Parum (1891) / (FAGOTT 2005)

## Schriften
- Im Wandel der Zeit: die Ladegasts und ihre Orgeln. Im Auftrag des „Ladegast-Kollegiums“ e. V. Weißenfels. Orgelfachverlag und Produktionsstudio Fagott, Friedrichshafen 2004, ISBN 3-00-013898-6. Medienkombination: Mit CD-Beilage.
- mit Frank-Harald Greß: Die Orgeln der Schloßkirche St. Trinitatis in Weißenfels. Fagott, Orgelverlag, Friedrichshafen 2006, ISBN 978-3-00-019678-2.
  - Von der Christian-Förner-Orgel von 1673, beschrieben von J. C. Trost, bis zur Voigt-Orgel von 1985/2000. Friedrichshafen 2006.